# Краткая норманнская хроника
Краткая норманнская хроника (лат. Breve chronicon Northmannicum) — короткая латинская хроника, созданная анонимным автором в начале XII века и повествующая об установлении власти норманнов в южной Италии. Повествование охватывает период от вторжения Ардуина Ломбардского в Апулию в 1041 году до смерти Роберта Гвискара в 1085.

## Предположения об истории создания
Несмотря на то, что «Краткая норманнская хроника» обычно признаётся подлинной, исследователь Андре Жакоб высказал предположение о том, что она может быть поздней подделкой, выполненной Пьетро Полидори в XVIII столетии. Другой учёный, Джон Франс, по-видимому, не осведомлённый о выводах Жакоба, считает, что «Breve chronicon…» была написана на основе устной традиции и послужила источником для хроники Ромуальда Салернского.

## История рукописей и публикаций
Текст хроники был впервые опубликован в 1724 году Лудовико Муратори в пятом томе его труда «Rerum italicarum scriptores» под длинным заглавием «Breve chronicon Northmannicum de rebus in Iapygia et Apulia gestis contra Graecos». Муратори пользовался рукописью, датированной предположительно XIII веком, которую ему предоставил Пьетро Полидори. В настоящее время этот список считается утерянным, как и более поздний, сделанный около 1530 года. До наших дней дошла только одна копия оригинальной рукописи. В 1971 году Эрико Куоццо выпустил переиздание хроники на итальянском языке.